# France Air
France Air est une entreprise fondée en 1960 à Lyon par Marcel Dolbeau. Elle est aujourd'hui implantée à Beynost dans l'Ain aux portes de Lyon.

## Présentation
Il s'agit d'une entreprise industrielle française spécialisée dans la conception et la distribution de systèmes de traitement de l’air mais aussi du désenfumage, du chauffage et de la production d'eau chaude sanitaire en logements collectifs. Ainsi France Air conçoit et fabrique des solutions pour les marchés de l'habitat, du tertiaire, de l'industrie mais aussi du milieu hospitalier, des salles propres industrielles et des cuisines professionnelles.
France Air est une entreprise au capital familial employant près de 600 collaborateurs à travers le monde dont près de 400 rien qu'en France. Le réseau commercial s’étend jusqu’en Europe de l’Est, Asie et Afrique via ses 9 filiales et 2 franchises notamment en Roumanie, République Tchèque, Espagne, Portugal ou encore Suisse et notamment via une filiale Export Basée dans les Bouches-du-Rhône. Le groupe France Air possède également des filiales spécialisées qui ont été acquises dans le but de se spécialiser sur certains domaines comme la SNAC pour les matériels de cuisines professionnelles, Courtois pour les salles propres industrielles ou AirSun pour le matériel de désenfumage mécanique ou naturel.
Aujourd'hui le groupe France Air est présidé depuis 1996 par Olivier Dolbeau et dirigé depuis 2017 par Laurent Dolbeau. C'est un des plus importants employeurs privés du département.

## Logo

Ancien logo.
Logo actuel.